# Transsiberië Express
De Transsiberië Express was een luxetrein die, door de Compagnie Internationale des Wagons-Lits, werd ingezet op de Trans-Siberische spoorlijn.

## Voorgeschiedenis
In 1885 kwamen de eerste plannen voor een Transsiberische spoorlijn. Het duurde nog tot 17 maart 1891 voordat officieel tot de aanleg werd besloten. Deze verbinding zou ook gebruikt kunnen worden voor personenverkeer tussen Europa en het Verre Oosten wat de CIWL op het idee bracht een luxetrein op de nieuwe spoorverbinding te laten rijden. 

## CIWL
Op 3 dec 1898 reed de Transsiberië Express voor het eerst op het deeltraject Moskou-Tomsk, iets ten noorden van het huidige Novosibirsk. Naarmate de aanleg van de spoorlijn ten oosten van Novosibirsk vorderde werd ook de treindienst in oostelijke richting verlengd. Op 13 mei 1914 kon de trein voor het eerst het hele traject tussen Moskou en Vladivostok afleggen. Door de Oktoberrevolutie van 1917 kwam een eind aan de treindienst.

## SZD
De Sovjet-regering nam het rollend materieel van de CIWL, zonder financiële compensatie, in beslag. Na de Eerste Wereldoorlog is er tot 1930 tevergeefs onderhandeld over de hervatting van de treindienst. De treindienst is door de spoorwegen van de Sovjet-Unie (SZD) hervat onder de naam Rossiya. Vanaf 1931 werd de treindienst weer via het sovjet reisbureau Intourist aangeboden.